# Jesper Søndergård Thybo
Jesper Søndergård Thybo (født 10. januar 1999) er en dansk skak stormester (2020).

## Biografi
Jesper Søndergaard Thybo har gentagende gange representeret Danmark ved European Youth Chess Championships samt World Youth Chess Championships i forskellige aldersgrupper hvor han vandt guld i 2017 ved det europæiske mesterskab i U18 gruppen. In 2016 vandt Thybo Nordic Youth Chess Championship, og i 2017 vandt han en turnering i Jūrmala med en international norm, samt fik han en tredjeplads i det danske skakmesterskab. Thybo har spillet for Danmark to gange i World Youth U16 Chess Olympiads i 2012 og 2014. I 2019 vandt Thybo Aarhus Chess House GM med 7/9 points.
I 2017 fik Thybo titlen som international stormester (IM) og i sidenhen titlen som stormester (GM) i 2020.